# Priscilla Garita
Priscilla Garita, född den 14 mars 1968 i New York, är en amerikansk skådespelare. 

## Biografi
Garita är uppvuxen i Anisonia i Connecticut. Hon började skådespela när hon flyttade tillbaka till New York City 1992. Hon fick en roll som statist i One Life to Live och har också varit med i All My Children och i As the World Turns. Hennes teaterbakgrund inkluderar roller som Cleopatra i Pentecost på Yale Repertory-teatern och Cecilia i Yepeto för Puerto Rican Traveling-teatern. I januari 1997 gjorde hon klar sin första film Bright Nights, Dark Days. 
Priscilla är av costaricansk härkomst, och hon bodde i landet i sex månaders tid när hon var 12 år. Hon blev filosofie kandidat i marknadsföring på University of Connecticut och gick sedan på William Esper Studios teaterlektioner. När hon inte jobbar gillar hon att spela och titta på sport, och umgås med sina sju syskonbarn. 
I Sunset Beach spelar hon Gabi, halvsyster till Paula som inte visste hon fanns förrän Gabi dök upp i Sunset Beach för att hämnas på Paula. Hon ville få Paulas fästman Ricardo (Hank Cheyne) att bli förälskad i henne så att Paulas värld då skulle raseras. Tyvärr så gick det inte riktigt så som Gabi tänkt sig. Gabi kämpar med att försöka komma över det som hennes pappa gjorde mot henne och som stöd har hon bröderna Torres. Senare blir hon och Antonio (bror till Ricardo) misstänkta för det fejkade mordet på Ricardo som Ricardo själv såg till att det hände efter att ha hittat ett band på Gabi med sin bror Antonio där de älskar med varandra.